# Bulbophyllum gibbsiae
Bulbophyllum gibbsiae là một loài phong lan thuộc chi Bulbophyllum.